# Francine Ruel
Pour les articles homonymes, voir Ruel.
Francine Ruel (14 avril 1948 à Québec au Canada - ) est une actrice et une écrivaine québécoise.

## Biographie

### Enfance et formation
Son père a abandonné sa femme et ses cinq filles, dont Francine.
Elle a fait ses études au Conservatoire d'art dramatique de Québec de 1966 à 1969. Elle obtient le prix Jean-Valcourt.
En 1973, elle s'installe à Montréal.
Son rôle dans Scoop, lui a valu en 1993 un prix Gémeaux pour la meilleure interprétation dans un rôle de soutien.
À la création de la ligue nationale d'improvisation, elle est de la toute première improvisation en compagnie de Claude Laroche.

## Théâtre
- Broue, 1979
- Les Trois Grâces, 1980-1981
- Le Dernier Quatuor d'un homme sourd, 1985
- Le Strip-tease intégral, 1986
- Les Rixes du métier, 1986
- Le Vieux Domestique, 1987
- Les Sables émouvants, tango, 1987-1989
- Carbone, 1993

## Romans
- Des graffiti à suivre..., 1991[6]
- Plaisirs partagés, 2002[7]
- D'autres plaisirs partagés, 2003[8]
- Et si c'était ça, le bonheur ?, 2005[9]
- Maudit que le bonheur coûte cher !, 2007[10]
- Cœur trouvé aux objets perdus, 2009[11]
- Bonheur, es-tu là?, 2011[12]
- Ma mère est un flamant rose, 2013[13]
- Petite mort à Venise, 2015
- Aimer, encore et toujours, 2016 (collectif d'auteurs, dirigé par Claire Bergeron[14])
- Le bonheur est passé par ici, Libre Expression, 2018.
- Anna et l'Enfant-Vieillard, 2019
- Le promeneur de chèvres, 2021
- Mon père est un pigeon voyageur, 2024

## Littérature de jeunesse
- Des graffiti à suivre…, 1991
- Mon père et moi, 1993

- Marion et le bout du monde, 2008

## Séries télé
- Fermer l'œil de la nuit, Produit par Radio-Canada
- De l'autre côté du miroir, Produit par Radio-Canada
- Portes de secours, Produit par Radio-Canada
- L'Imposteur, Produit par TVA
- Cormoran, Produit par Radio-Canada

## Cinéma
- La dernière y restera, Court métrage
- L'Amour cage
- Méchant Détour
- L'Affaire Dumont
- 2011 : Coteau rouge d'André Forcier : Jocelyne Montour

## Talk show
- L'été... c'est péché, Radio-Canada
- Le printemps... c'est tentant, Radio-Canada

## Filmographie
- 1983 : Bonheur d'occasion : Voisine
- 1986 : Pouvoir intime : Touriste
- 1987 : Alfred Laliberté: Sculpteur
- 1990 : Ding et Dong, le film : Femme du spectateur
- 1990 : Cormoran (série télévisée) : Madame Belzile
- 1991 : Une nuit à l'école
- 1992 : Scoop (série télévisée) : Léonne Vigneault
- 1992 : La Sarrasine : Alida
- 1993 : Les Amoureuses : Couturière
- 1994 : C'était le 12 du 12 et Chili avait les blues : Madame Eaton #1
- 1996 : Innocence (feuilleton TV)
- 1996 : L'Homme idéal : Mado
- 1997 : Diva (« Diva ») (série télévisée) : Marcelle Turcotte
- 1998 : La Comtesse de Bâton Rouge
- 2001 : Fred-dy (série télévisée)
- 2005 : Aurore : Exilda Lemay
- 2008 - 2014 : Destinées : Françoise Miljours (série télévisée)
- 2011 : Monsieur Lazhar : Mme Dumas

## Prix
- Premier prix du Conservatoire d'art dramatique du Québec
- Prix Jean-Valcourt
- 1991 - Prix du Festival de Strasbourg
- 1993 - Prix Gémeau, Meilleure interprétation féminine rôle de soutien : dramatique
- 2009 - Médaille d'honneur de l'Assemblée nationale[15]